# Frederic Escofet i Alsina
Frederic Escofet i Alsina (Barcelona, 15 de juliol del 1898 - 27 de març del 1987) fou un militar català al servei de la Generalitat de Catalunya abans i durant la Guerra civil espanyola. Fou un dels artífexs de la victòria republicana a Barcelona el 19 de juliol de 1936 durant l'intent de cop d'estat.

## Família i joventut
Frederic Carles Sebastià Escofet i Alsina fou fill d'Eladi Escofet, d'una família benestant de Cadaqués, i d'Anna Alsina, natural de Figueres. Després dels estudis de secundària el seu pare volia que estudiés alguna enginyeria per tal que després treballés en la direcció de les fàbriques de la família. Però Frederic va preferir enrolar-se a l'Acadèmia de Cavalleria de Valladolid, on va esdevenir segon tinent el 1919. Fou destinat a Barcelona però aviat es presentà voluntari per servir amb les tropes regulars indígenes de Larraix, en una estada al Marroc que duraria del 1920 al 1922 i en la qual fou ferit tres vegades, una de les quals de caràcter greu li va afectar fetge, estómac i fins a la columna vertebral. Quan va tornar es va reincorporar al seu regiment, i el 1926 fou ascendit a capità. El 1930 es trobava destinat a Vilafranca, i llavors ja estava casat i tenia dues filles.
Però Escofet va començar a sentir-se incòmode a l'exèrcit, tot i tenir una bona relació amb els seus companys d'armes més directes. Desenganyat per l'aval del rei Alfons XIII a la dictadura de Primo de Rivera. A més a més l'estudi de la història el feren conscient de "com havien estat de nefastes per a la pàtria les dinasties dels Habsburgs i dels Borbons". Els qüestionaments interns van arribar fins al punt de pensar que "Callar i acceptar la situació tal com era representava trair el meu poble. I, en cas d'actuar en l'oposició per enderrocar la monarquia, traïa el jurament prestat. Vaig considerar que, si continuava a l'exèrcit, no podia adoptar la segona actitud [...]" Per aquest motiu va decidir sol·licitar l'ingrés al cos de Mossos d'Esquadra, aconsellat pels familiars de la seva esposa que eren influents polítics de la Lliga Regionalista.

## Membre dels Mossos d'Esquadra
Tot just nomenat cap d'una de les tres esquadres dels Mossos (la de la Garriga), a finals del 1930, ja va haver de mantenir els homes concentrats i en alerta durant deu dies a causa de l'aixecament republicà de Jaca. Tot i que per la seva joventut no tenia res a veure amb els conjurats republicans, Frederic Escofet va oposar-se fermament a les intencions del seu cap, el comandant Ignasi de Bufalà (alfonsí), d'investigar l'estament militar per descobrir-hi més conspiradors contra la monarquia.
D'aquesta època data també un tímid contacte amb la maçoneria catalana per influència d'un capità dels mossos, Bartomeu Muntané. Fins i tot va arribar a ser membre de la lògia Democràcia, de la Gran Lògia, la qual conformaven només oficials de l'exèrcit, però poc temps després deixà les seves reunions. No va passar del grau d'aprenent al desil·lusionar-se amb alguns dels membres.

### Al servei de la Generalitat
Quan el 14 d'abril del 1931 es proclamà l'estat republicà Escofet va dirigir-se a la comandància dels Mossos d'Esquadra a Barcelona estranyat de no rebre'n cap ordre. Quan hi va arribar es va trobar amb un buit de poder, immediatament va decidir prendre el comandament del cos. Tot seguit es va presentar davant del president Francesc Macià i Llussà per posar-se sota les seves ordres.
Aquest gest de lleialtat cívica li valgué la confiança i estima personal de Macià, que el nomenà el seu ajudant personal (però mantenint-lo com un dels capitans del cos). El comandament del cos va recaure en el comandant Enric Pérez Farràs, fins llavors a l'exèrcit. Durant aquests anys Escofet va elaborar un projecte general de reforma de totes les forces d'ordre públic a Catalunya, projecte que mai pogué ser implantat a causa de les circumstàncies polítiques i la posterior Guerra Civil.
El 1932 ell i Pérez Farràs visqueren en part els fets de l'aixecament de l'Alt Llobregat anant a comprovar l'estat de l'esquadra de Sallent. I el 1933 es dirigiren a la revolta de Ripollet per restablir-hi l'ordre públic. Sovint es mostrà disconforme amb les intencions del conseller Josep Dencàs de ser més durs amb els responsables d'aquests moviments. I l'estiu de 1934 comandava els mossos concentrats al Parlament de Catalunya per tal d'evitar aldarulls a causa del rebuig de la Llei de Contractes de Conreu per part de les institucions judicials espanyoles. Malgrat tot els dies previs als fets d'octubre alguns membres de la Generalitat dubtaren de la seva fidelitat.

#### Els Fets del 6 d'octubre
Un cop mort Macià el 25 de desembre del 1933, la presidència de la Generalitat va recaure a Lluís Companys. Preocupat pel gir involucionista que prenia el nou govern de dretes de Madrid durant el Bienni negre, el govern Companys va gestar pel dia 6 d'octubre de 1934 una proclama per tal d'establir per la força dels fets consumats un "Estat Català dins de la República Federal Espanyola" i aconseguir un règim federal pels pobles ibèrics. Com a subordinat que era mantingué la seva lleialtat a la Generalitat en tot moment, tot i que l'acció estava molt mal planificada i així ho va manifestar més tard als seus llibres.
| «                  | Per la meva banda, no solament perquè els meus sentiments personals eren afins a la protesta iniciada contra el Govern central, que posava en perill la República, sinó també perquè legalment m'havia de mantenir fidel a aquelles autoritats de les quals depenia exclusivament. | » |
| — Frederic Escofet | |   |

Les circumstàncies de confusió d'aquell dia van desembocar en el seu nomenament precipitat com a Comissari General d'Ordre Públic per part del president Companys. Escofet va intentar organitzar ràpidament la defensa del Palau de la Generalitat de Catalunya davant l'atac de les tropes destacades pel general Domènec Batet, i es va traslladar a la seu de la CGOP per assumir el comandament de les forces d'ordre públic. Però era perfectament conscient que la iniciativa estava fallant, ja que l'acció estava desorganitzada, subsegüent no es va donar el cas d'un suport popular explícit, i a més era de fet una acció il·legal. Davant del panorama de retard i desmobilització, finalment es veié obligat a comunicar al president Companys la impossibilitat de defensar el govern, moment en el qual el president va declarar la rendició. Com tot el govern català, Escofet va ser fet presoner.

##### Consell de guerra i presó
Igual que el comandant Pérez Farràs, Escofet va encomanar la seva defensa al coronel Críspulo Moracho i a l'advocat Ernest Tell. Al mateix castell de Montjuïc es va fer el consell de guerra sumaríssim el dia 12 d'octubre contra els tres oficials dels Mossos d'Esquadra que van participar en els Fets d'Octubre. Foren condemnats a mort. però la pena li fou finalment commutada per 30 anys d'empresonament major el 5 de novembre gràcies a la intervenció del president Niceto Alcalá-Zamora, persuadit per la insistència, entre d'altres, de Maria Macià (filla del president), portada a Madrid per la família d'Escofet.
Amb el triomf del Front Popular el febrer del 1936 va ser alliberat pel decret d'amnistia (i readmès a l'exèrcit amb el seu grau de capità però en situació de "disponible", però no el comandant Pérez Farràs), igual que la resta de represaliats per motius polítics i socials durant el Bienni negre, i la Generalitat fou restaurada.

#### La Batalla de Barcelona del 19 de juliol de 1936
Però arreu de l'estat ja es començava a percebre la proximitat d'un cop d'estat antidemòcrata per part de cert elements de l'exèrcit espanyol. En aquest context ja a mitjans d'abril d'aquell 1936 el restaurat president Companys va oferir a Frederic Escofet la responsabilitat de Comissari General d'Ordre Públic. Tot i una primera negativa, la insistència del president davant l'imminent cop militar va persuadir-lo: el nomenament es va produir el 26 de juny de 1936, i immediatament després Escofet va demanar el nomenament del comandant Vicenç Guarner com a subordinat directe amb el càrrec de cap de Serveis de la CGOP, proposta que fou acceptada. L'actuació dels dos esdevindria una contribució fonamental en el fracàs de la insurrecció a Barcelona.
L'experiència adquirida durant els Fets del sis d'octubre del 1934 li va servir per avaluar el perill dels insurrectes i posar en marxa la contraofensiva per aturar l'aixecament militar a Barcelona. Gràcies a una eficient xarxa de confidents, Escofet i Guarner estigueren al corrent de les activitats dels conspiradors, i no només dels seus plans a Barcelona sinó també a diversos llocs de l'estat espanyol. Per això des de Catalunya es va procedir a informar-ne el president del govern espanyol Santiago Casares Quiroga, però aquest menystingué la tasca d'informació recopilada. El mateix Escofet s'entrevistà amb el general Llano de la Encomienda, el cap de la IV Divisió (cap de l'exèrcit espanyol a Catalunya), presentant-li proves evidents de la implicació de diversos dels seus subordinats. Però Llano es va negar a fer detencions i a prendre mesures per evitar el cop, no feia ni deixava fer, així que Escofet va sospitar que també hi estigués implicat:
| «                  | Avui dia, ningú no pot discutir ni dubtar de la lleialtat d'aquest general, però durant el període que precedí el 19 de juliol va actuar tan desencertadament i va ésser tan gran la seva ceguesa davant la traïció que el voltava, que jo vaig tenir motius més que suficients per a posar en dubte la seva actuació futura. | » |
| — Frederic Escofet | |   |

Finalment el 17 de juliol de 1936 va començar la rebel·lió dels militars facciosos al protectorat del Marroc, i el 18 s'estenia per altres punts del territori espanyol (per ex. Franco es rebel·lava a Tenerife). El matí d'aquell 18 de juliol els caps de la Guàrdia Civil a Catalunya encapçalats pel general Aranguren van anar a reunir-se amb el CGOP Frederic Escofet per "rebre ordres" i aquest els suggerí que reunissin els seus guàrdies civils a les casernes dels carrers Consell de Cent i Ausiàs March. Escofet confiava que així les unitats i els suboficials d'aquest cos que sabia que eren facciosos es veurien obligats a seguir les ordres de llurs superiors, que eren fidels a la legalitat republicana.
A Barcelona la rebel·lió facciosa va començar passades les 4 de la matinada del 19 de juliol. Foren les forces comandades des de la Comissaria General d'Ordre Públic les que aturaren les columnes faccioses en diversos punts estratègics de la ciutat: Guàrdies d'Assalt i Mossos d'Esquadra, prèviament desplegats seguint el pla concebut per Escofet per tal d'evitar que s'acostessin als edificis oficials. Amb el pas de les hores el suport generalitzat dels barcelonins armats (membres organitzacions polítiques i sindicals, sobretot de la CNT, però també UGT, POUM, ERC, EC, AC, rabassaires… així com molta gent per lliure). i l'aparició de la Guàrdia Civil participaren també del triomf sobre les forces faccioses de l'exèrcit, que el dia 20 foren definitivament vençudes.

##### La premissa d'Escofet
L'experiència del 6 d'octubre de 1934 va impressionar profundament Escofet, i va utilitzar el que n'havia après per bastir la premissa amb la qual es va preparar la contraofensiva a l'intent de cop d'estat del 19 de juliol de 1936. Aquesta era el seu convenciment que els homes que conformen les forces i cossos de seguretat actuen amb autoritat i fermesa quan confien en l'aval de la legalitat vigent:
| «                  | Aquesta meva confiança en el triomf es fonamentava en l'efecte de sorpresa que produiria en els insurgents la cohesió i voluntat combativa de les forces d'Ordre Públic i, a més, en un factor moral de molta importància, que ja havia tingut ocasió de comprovar el 6 d'octubre: la diferència que existeix entre actuar dins de la legalitat o fora. Mai no he dubtat del valor de l'oficialitat de l'exèrcit espanyol, com tampoc no es podia posar en dubte el coratge dels sots-caporal[s] de les Esquadres de Catalunya, avesats a tractar amb delinqüents perillosos. I és que una cosa és estar dins de la legalitat, amb un Codi Militar que no solament protegeix, sinó que, a més, valora una lluïda actuació, i una altra és sentir-se situat en una posició rebel, en virtut de la qual el mateix Codi es regira contra el qui el vulnera, com la punta d'una daga, agreujant la responsabilitat en unes actuacions que dins la legalitat serien meritòries i àdhuc recompensades. | » |
| — Frederic Escofet | |   |

#### La violència a la rereguarda
Malgrat aquesta victòria, la pau social es va violentar immediatament. La pèrdua del control sobre el parc d'artilleria de Sant Andreu va suposar el saqueig dels seus 30.000 fusells per la turba popular i un fet clau en els dies següents: l'autoritat de les institucions democràtiques va desaparèixer dels carrers de Catalunya per l'acció descontrolada de partides armades d'obrers que actuaven en nom de la CNT-FAI, principal força política del Comitè Central de Milícies Antifeixistes de Catalunya. Escofet va instar infructuosament el president Companys per tal que s'enfrontés al Comitè per tal de restablir l'ordre. Finalment ell i Vicenç Guarner acabaren dimitint de llurs càrrecs a la CGOP en desacord amb el caire que estava prenent la situació. Altres versions afirmen que Escofet fou apartat del control dels cossos de seguretat per les pressions del cap del Departament d'Investigació del CCMAC, Aurelio Fernández, extremista de la CNT.
Frederic Escofet s'havia guanyat la rancúnia visceral d'alguns sectors de l'anarquisme per haver-los negat armes els dies abans del cop d'estat i perquè Escofet feu nombroses gestions per salvar les vides de diverses persones perseguides per les incontrolades patrulles de control. Finalment fou la seva pròpia vida la que va perillar, i per això el president Lluís Companys l'envià a França amb l'excusa de comprar armes.

#### Control de la situació
Amb els Fets de maig del 1937 es va restablir l'autoritat institucional i els drets ciutadans per tothom. Escofet va poder tornar a Catalunya, on fou ascendit a comandant al cap de poc. Se li va encomanar el comandament d'una brigada de cavalleria al front d'Aragó, lluitant personalment fins a ser ferit en dues ocasions a Fuendetodos i a Terol.
Després, Companys el va nomenar cap dels Mossos d'Esquadra, càrrec que va exercir fins al final de la guerra. El febrer de 1939 formava part de la comitiva del president de la Generalitat quan aquest finalment hagué de travessar la frontera cap a l'exili a França.

## Exili i retorn
Escofet, com milers catalans i espanyols republicans, fou internat al camp de concentració d'Argelers. Quan en va sortir va poder arribar a Brussel·les, on va formar part de diversos governs espanyols a l'exili com a ministre. En aquesta època el govern a l'exili el va ascendir a tinent coronel. A Bèlgica cap als anys 70 va regentar una botiga de productes espanyols, prop de la Grand Place, on hi vivia de forma molt modesta.
No va tornar a Barcelona fins al 1978, un cop ja mort el dictador Franco. El 10 d'abril del 1983 Escofet va demanar la seva rehabilitació militar i que li reconeguessin el grau de coronel (l'exèrcit només el considerava capità); però mai es va atendre la petició. En canvi el director general de seguretat ciutadana de la Generalitat de Catalunya, Miquel Sellarès, el va nomenar cap honorari de les Esquadres de Catalunya. Cadaqués el va nomenar fill adoptiu del municipi.
Va morir a Barcelona el 1987.

## Fons personal
El seu fons personal es conserva a l'Arxiu Nacional de Catalunya. El fons aplega la documentació generada i rebuda per Frederic Escofet en el desenvolupament de la seva activitat pública en temps de la Segona República i l'exili. Inclou documentació identificativa; correspondència, en especial relativa al seu període de servei al Govern de la República espanyola a l'exili, així com la tramesa i rebuda amb personalitats i organitzacions catalanes; en la seva condició de delegat i ministre, inclou actes i correspondència del Govern de la República espanyola a l'exili (1960-1962); conté els originals d'articles inèdits, discursos, conferències i obra poètica en castellà, així com els originals en espanyol i francès de la seva obra Al servei de Catalunya i de la República; pel que fa a la documentació associativa destaca la relativa a l'organització dels Jocs Florals a Brussel·les (1971) i a la Asociación Benéfica de Profesionales Separados del Servicio Militar (a partir de 1977). La documentació més important que aplega al fons la constitueix el recull de premsa de la Comissaria d'Ordre Públic de la Generalitat de Catalunya, elaborat entre els dies 27 de juny i 18 de juliol de 1936, i molt especialment els diaris d'operacions dels dies 19 i 20 de juliol de 1936 del Cos de Seguretat i Assalt de Barcelona, documentació que permet estudiar amb tot detall la preparació i els moviments de la policia que van esdevenir determinants en la derrota de la revolta militar del 19 de juliol de 1936 a Barcelona.